# Sirobasidium
Sirobasidium is een geslacht van schimmels behorend tot de orde Tremellales.

## Soorten
Volgens Index Fungorum bestaat het geslacht uit acht soorten (peildatum januari 2023):
| Soortnaam                 | Auteur(s)                        | Publicatiejaar |
| ------------------------- | -------------------------------- | -------------- |
| Sirobasidium brefeldianum | Möller                           | 1895           |
| Sirobasidium indicum      | K. Ramakr. & Subram.             | 1951           |
| Sirobasidium japonicum    | Kobayasi                         | 1962           |
| Sirobasidium magnum       | Boedijn                          | 1934           |
| Sirobasidium minutum      | Kisim.-Hor., Oberw. & L.D. Gómez | 2000           |
| Sirobasidium rubrofuscum  | (Berk.) P. Roberts               | 1997           |
| Sirobasidium sandwicense  | Gilb. & Adask.                   | 1993           |
| Sirobasidium sanguineum   | Lagerh. & Pat.                   | 1892           |